# سد ترونگ سن
سد ترونگ سن (به لاتین: Trung Sơn Dam) یک سد و نیروگاه برقابی در ویتنام است که در Trung Sơn commune, Quan Hóa District, Thanh Hóa Province واقع شده‌است.